# Usine numérique
L'usine numérique Digital Factory en anglais est constituée de l'ensemble des moyens numériques permettant de concevoir le processus de fabrication d'un produit. L'objectif principal est de construire le processus parallèlement à la conception du produit, dans le cadre de l'ingénierie simultanée. La construction du processus se fait en décrivant de manière exhaustive les opérations permettant d'obtenir, étape par étape, le produit fini.
L'usine numérique permet également de valider les orientations définies pour fabriquer un produit, notamment grâce aux outils 3D de simulation du process, eux-mêmes couplés à la maquette numérique du produit.
Les outils d'usine numérique sont généralement basés sur une philosophie PPR (Product Process Ressources). Le Processus est décrit par une suite d'opérations, généralement réunis dans une gamme de fabrication, dans laquelle sont précisés les Ressources (outillage, robot, machine-outil...) permettant d'obtenir les différentes étapes de finition du Produit.